# Line 6
Line 6 — производитель музыкальных инструментов и звукового оборудования, пионер в цифровом моделировании усилителей. Линейка их продукции включает электрические и акустические гитары, бас-гитары, гитарные и басовые усилители, процессоры эффектов, аудиоинтерфейсы и беспроводные системы для гитары/баса. Компания была основана в 1996 году, её штаб-квартира находится в Калабасасе, Калифорния.

## История

### Происхождение
Маркус Райл и Мишель Дойдик (два дизайнера, ранее работавшие в компании Оберхайм) стали соучредителями компании Fast-Forward Designs, где они участвовали в разработке нескольких известных профессиональных аудиопродуктов, таких как Alesis ADAT, Quadraverbs и QuadraSynth, а также Digidesign SampleCell. Поскольку цифровая обработка сигналов (DSP) стала более мощной и доступной в 1980-х годах, они начали разрабатывать продукты на основе DSP, которые имитировали классические усилители, акустические кабинетов и эффекты.

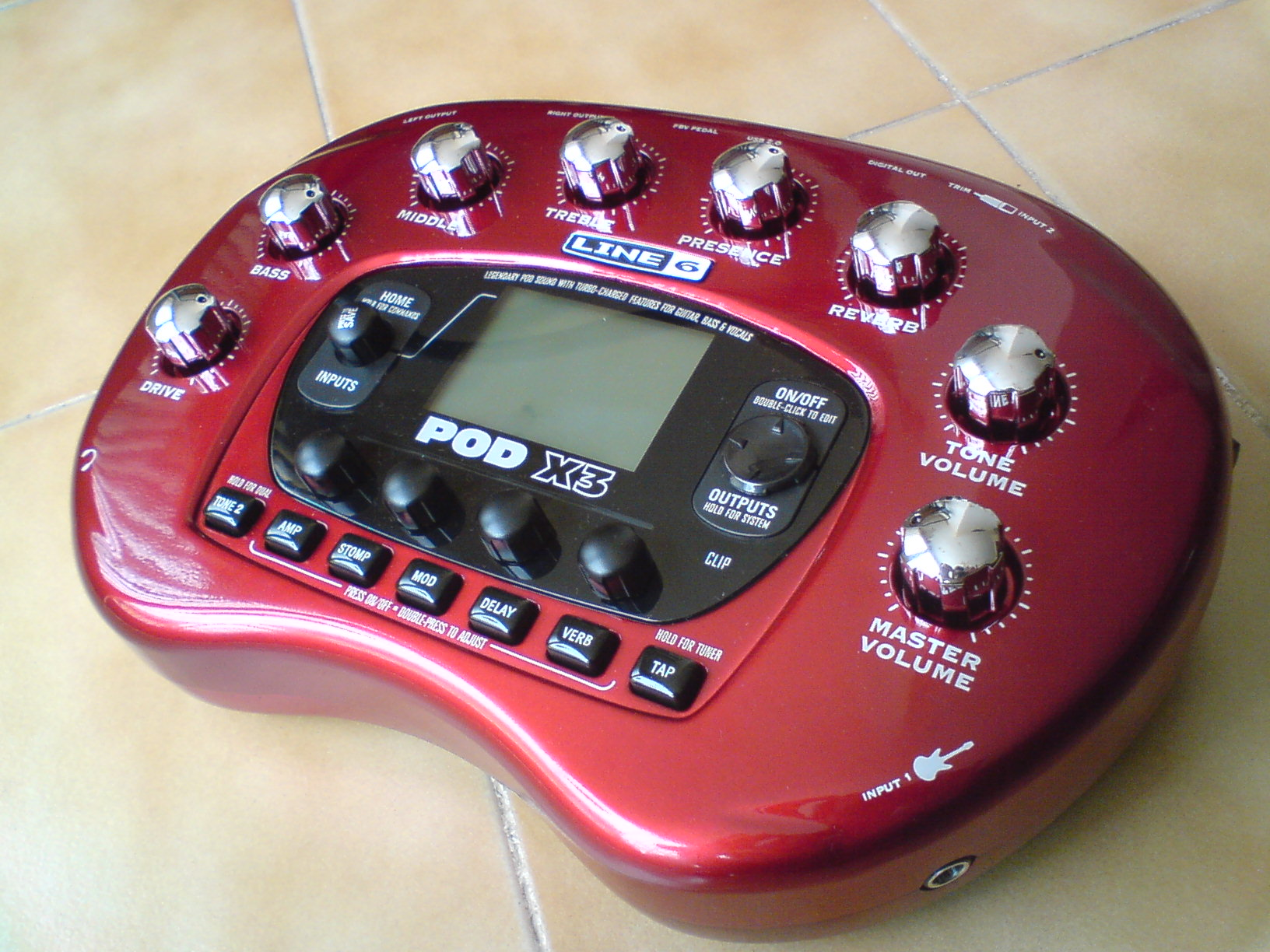
Процессор Pod X3 «bean»

Line 6 начала выпускать первые модели своего моделирующего усилителя AxSys 212 с 1996 года, он представлял собой комбоусилитель с двумя 12-дюймовыми динамиками. За ним в 1997 году последовал Flextone, а в 1998 году — моделирующее ПО Amp Farm, которое стало популярным среди музыкальных продюсеров и профессиональных гитаристов, использующих Pro Tools.
Line 6 стремилась разработать доступный, простой, автономный процессор с уникальным внешним видом и сделать его доступным для обычных исполнителей. Это привело к созданию революционного продукта компании в 1998 году — POD, знаменитого красного настольного процессора в форме фасоли, который имитировал 15 классических моделей усилителей с несколькими вариантами кабинетов и встроенными эффектами.
Line 6 имеет активное сообщество пользователей и предоставляет программное обеспечение, которое позволяет пользователям легко загружать и обмениваться настройками устройств для многих продуктов компании.

### 2000-е
В начале 2008 года Line 6 приобрела компанию X2 Digital Wireless, которая разрабатывала цифровые беспроводные системы для гитары. Продолжая развивать эту технологию, компания Line 6 разработала, и в 2010 году представила семейство цифровых беспроводных микрофонных систем
В декабре 2013 года была анонсирована покупка компании корпорацией Yamaha с сохранением внутреннего управления.
К началу 2010-х годов Line 6 потеряла большую часть своей популярности из-за выхода продуктов таких компаний как Fractal Audio и Kemper, которые предлагали более широкие возможности. В 2015 году компания Line 6 выпустила собственный высококлассный моделлер Helix. В него вошли 72 модели усилителей, 37 кабинетов, 16 моделей микрофонов и 194 эффекта, все они основаны на недавно разработанном компанией движке HX.